# Oszakan
Oszakan – miejscowość w Armenii, w prowincji Aragacotn, 8 km na południowy wschód od Asztaraku. Miejsce pochówku św. Mesropa. W 2008 liczyło 5179 mieszkańców.

## Miasta partnerskie
- Alfortville, Francja